# Four Square

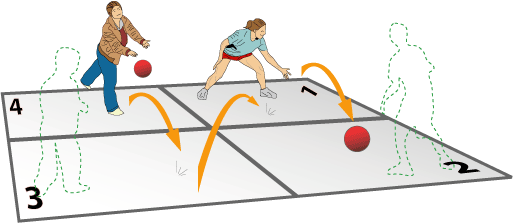
Spielablauf-Diagramm

Four Square (aus dem Englischen, „vier Quadrat“) ist ein Ballspiel, das vier Spieler auf einem quadratischen Spielfeld mit einem Gymnastikball spielen. Es ist in den USA ein beliebtes Schulhofspiel, da kaum Material benötigt wird, beliebig viele Spieler am Spiel teilnehmen können, die Spielrunden kurz sind, sodass das Spiel jederzeit beendet werden kann, und die Regeln leicht nachvollziehbar sind.

## Material
- Ein quadratisches Spielfeld (5 bis 7 m), das in vier gleich große Quadrate unterteilt ist. Die einzelnen Quadrate sind von 1 bis 4 durchnummeriert.
- Ein Gymnastikball (18 bis 20 cm Durchmesser) oder ähnliche leichte Gummibälle.

## Ziel
Jeder Spieler versucht das erste Quadrat zu erreichen und da zu bleiben.

## Regeln

### Aufstellung
In jedem Quadrat steht ein Spieler. Die übrigen Spieler stehen in einer Schlange neben dem vierten Quadrat. Die Spieler im Quadrat prellen sich den Ball zu. Sobald ein Quadratspieler einen Fehler macht, scheidet dieser aus und stellt sich hinten an der Schlange an. Dadurch steigen die Anderen in der Rangordnung auf.

### Spielprinzip
Einmal Prellen, einmal Schlagen. Wenn der Ball in das Feld eines Spielers fällt, muss dieser den Ball in ein anderes Feld schlagen. Kein anderer Spieler darf den Ball berühren. Bei einem Fehler scheidet der betroffene Spieler aus.

### Fehler
- Der Ball landet außerhalb aller Spielfelder oder auf der Linie zwischen den Feldern. Landet der Ball auf einer äußeren Linie, ist er noch gültig.
- Der Ball prellt häufiger als einmal im eigenen Feld.
- Der Ball wird mehrmals berührt, bevor er das Feld eines Gegners erreicht.
- Der Spieler hat gegen eine Sonderregel verstoßen (siehe Varianten).

### Angabe
Der Spieler auf dem ersten Feld spielt den Ball in das vierte Feld. Bei der Angabe wird der Ball von unten geschlagen. Der Spieler im vierten Feld prellt auf das zweite oder dritte Feld. Danach dürfen alle Spieler auf beliebigen Felder prellen.

### Schlag
Der Ball wird mit der Hand geschlagen (ggf. Vorhand und Rückhand, Faust oder offener Hand, eine oder beide Hände). Fangen, Führen oder Tragen des Balles sowie das Berühren mit anderen Körperteilen ist unzulässig.

## Varianten
Four Square ist ein Schulhofspiel, zu dem es viele Varianten gibt. Einige sind hier aufgelistet.
1. Positionsnamen: Die Felder können von 1 bis 4 durchnummeriert sein. Andere Feldbezeichnungen sind z. B.:  A-B-C-D (Alphabet), Ass-König-Dame-Bube (Kartenspiel), König-Dame-Ritter-Bauer (Schach) oder beliebige eigene Namen. Das vierte Feld wird häufig auch Klo genannt.
2. Punkte: Nur der Spieler im ersten Feld erhält nach der erfolgreichen Angabe einen Punkt. Er sollte vor der Angabe seinen Punktestand laut nennen.
3. Duell: Bei einem Streit zwischen zwei Spielern wird dieser in einem Minispiel sportlich beigelegt.
4. Schmetterverbot: Durch das Ballspiel von unten wird das Spiel langsamer.
5. Fangen: Die Spieler dürfen den Ball fangen, bevor er auf das Feld prellt. Durch das Fangen scheidet der „Zuspieler“ (der Spieler mit dem vorherigen Ballkontakt) aus.
6. Doppelschlag: Die Spieler dürfen zwei Ballkontakte haben. Dadurch können sich die Spieler selber zuspielen (ähnlich wie beim Volleyball).
7. Feueralarm: Vor der Angabe ruft der Angeber „Feueralarm!“. Alle Spieler müssen einen Fuß in die Mitte stellen. Der Letzte scheidet aus.
8. Fußball: Der Ball darf nur mit den Füßen gespielt werden.
9. Körperkontakt: Der Ball darf mit beliebigen Körperteilen gespielt werden.
10. Alphabetsuppe: Bei jedem Schlag sagen die Spieler ein Wort in alphabetischer Reihenfolge, z. B.: Affe, Butter, Cafe, Decke, Ei...